# Ashley Nathaniel-George
Ashley Nathaniel-George (Brent, 14 giugno 1995) è un calciatore antiguo-barbudano con cittadinanza britannica, attaccante dello York City.

## Carriera

### Club
Ha giocato nelle giovanili di Arsenal, Watford e Wycombe; in seguito ha giocato a livello semiprofessionistico nelle varie serie minori inglesi, riuscendo anche a giocare da professionista in quarta divisione con Crawley Town e Southend Utd, per poi ridiscendere nuovamente in quinta divisione (categoria in cui ha giocato con Torquay Utd e Maidenhead Utd).

### Nazionale
Ha esordito in nazionale con Antigua e Barbuda nel 2022.

## Palmarès

### Club

#### Competizioni regionali
- Middlesex Senior Cup: 1

Hendon: 2017-2018